# Дуки (метеостанция, Хабаровский край)
Дуки — упразднённый в 2016 году сельский населённый пункт (тип:метеорологическая станция) в Солнечном районе Хабаровского края. Входил в состав Дукинского сельского поселения.

## География
Расположен в центральной части региона, по левобережью Амура, вблизи впадения в Амгунь реки Дука, в 35 км от административного центра Дукинского сельского поселения посёлка Дуки.

## История
Гидрологический пост Метеостанция Дуки открыт в 1934 году.
В 1996 году соответствии с приказом Федеральной службы России по гидрометеорологии и мониторингу окружающей среды и в связи с финансовыми трудностями, указанный пост был закрыт.
В 2016 году, в связи с отсутствием проживающих граждан, упразднены следующие сельские населённые пункты:
1) село Кетанда, находящееся на территории Охотского района;
2) метеостанция Дуки, находящуюся на территории Солнечного района.

## Население
| 2002 | 2010 | 2011 | 2012 |
| ---- | ---- | ---- | ---- |
| 0    | →0   | →0   | →0   |

## Инфраструктура
Действовала метеорологическая станция. К 2016 году объекты недвижимого имущества, в том числе, стационарные жилые дома не зарегистрированы, отсутствуют..

## Транспорт
Транспортное сообщение к населённому пункту метеостанция Дуки отсутствует.